# Naja anchietae
La cobra de Anchieta o cobra de Angola (Naja anchietae) es una especie de serpiente del género Naja, de la familia Elapidae.

## Hallazgo y distribución
La serpiente fue descrita por el zoólogo portugués Bocage en el año 1879, y se puede encontrar en los siguientes países africanos: Botsuana, Angola, Namibia, Zambia y Zimbabue.

## Características
Se trata de una especie de serpiente venenosa y de comportamiento agresivo.